# Ptyssiglottis isophylla
Ptyssiglottis isophylla är en akantusväxtart som först beskrevs av Charles Baron Clarke, och fick sitt nu gällande namn av B. Hansen. Ptyssiglottis isophylla ingår i släktet Ptyssiglottis och familjen akantusväxter. Inga underarter finns listade i Catalogue of Life.